# ابوالقاسم ابریشمی
ابوالقاسم شیرباریک ابریشمی (۱۰۶۳–۱۱۳۴م) (نسب:شیرباریک بن طاهر بن ابوالعباس) محدث خراسانی ایرانی بود. سمعانی او را «پیشوایی نیکوکار، دین‌دار و خیررسان» وصف کرده است که بر علم فرائض دانا بوده و کمی فقه می‌دانسته. سمعانی ذکر کرده که ابریشمی از پدربزرگ خودش حدیث فرا گرفته است و خود از او حدیث آموخته است.